# 臺南神興宮
22°59′40″N 120°11′55″E / 22.994576°N 120.198514°E
臺南神興宮全稱四安境牛磨後神興宮，是由外新街神安廟、松仔腳港南保興宮及牛磨後檺林宮三間廟宇組合而成。廟名由神安廟的「神」、保興宮的「興」和檺林宮的「宮」而組成 。

## 沿革

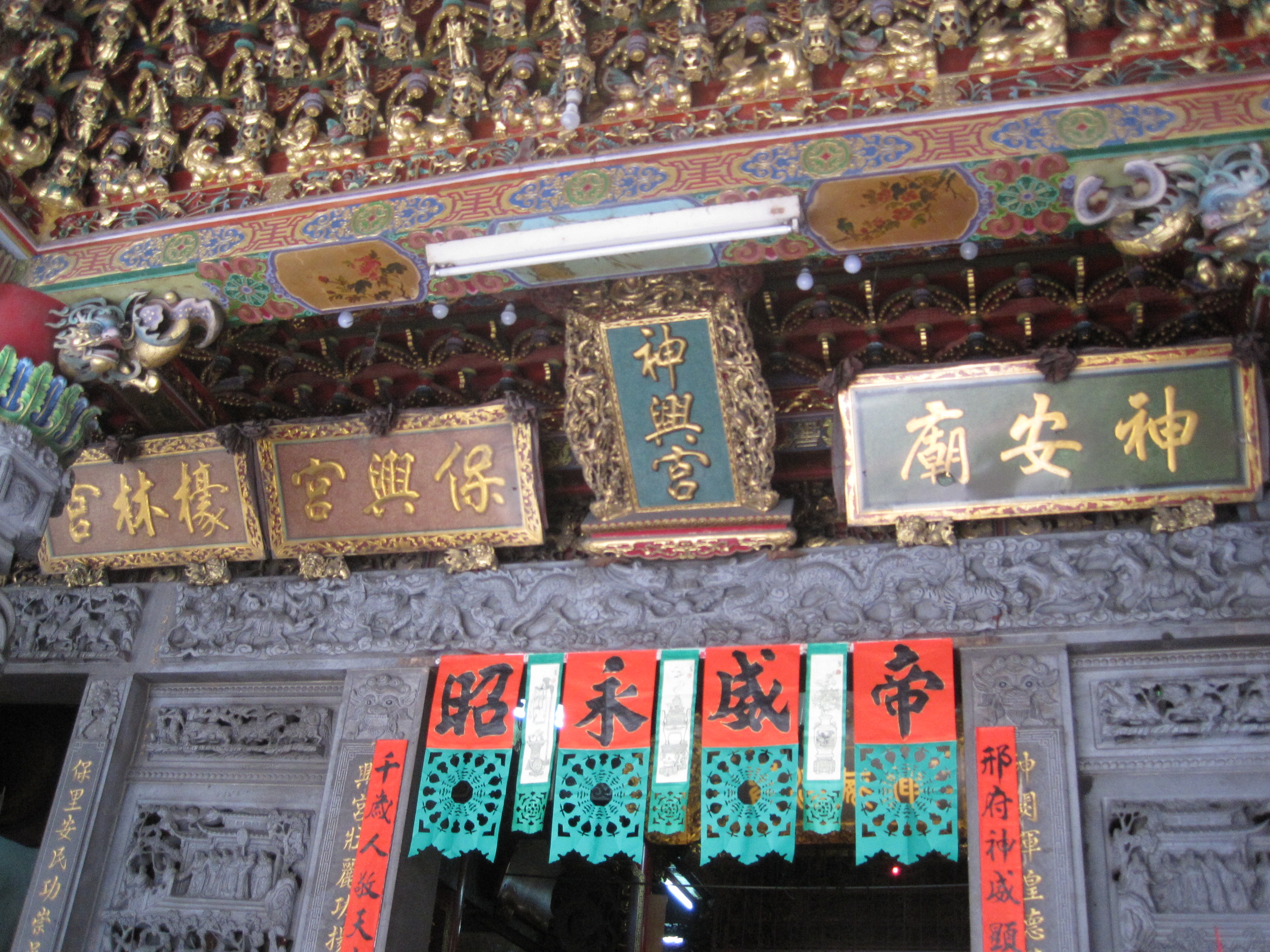
神興宮與其前身「神安廟」、「保興宮」、「檺林宮」的廟名匾額

### 外新街神安廟

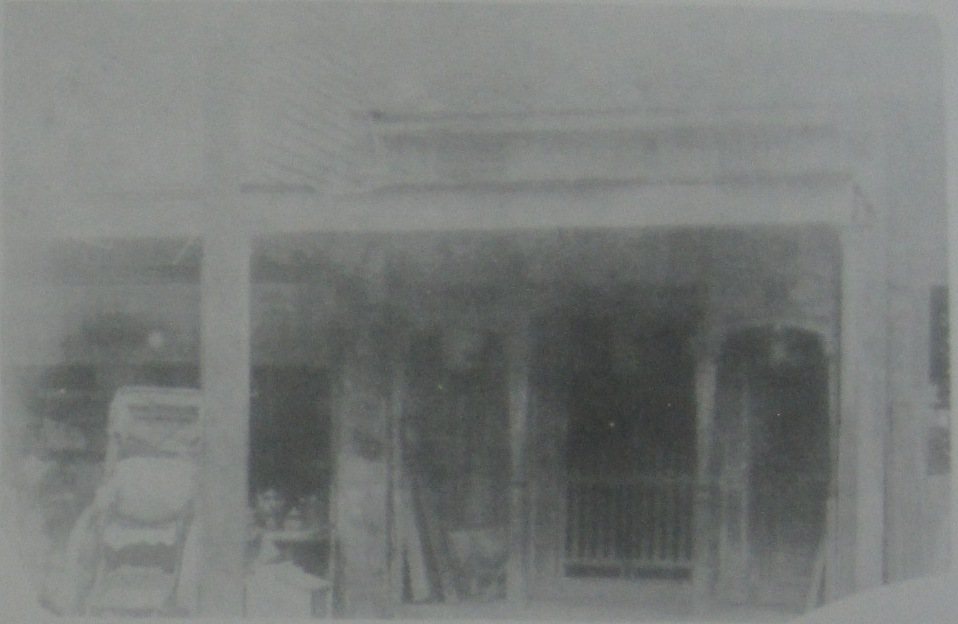
1933年前的外新街神安廟

主祀福德正神，始建於康熙年間，後該地發展成土地公口街，為六興境組成廟宇之一；同治五年（1866年）四月，因地震毀損廟體而重修。明治三十四年（1901年）因實施市區改正，廟宇被拆；於大正元年（1912年）十一月遷建於外新街今址，大正二年（1913年）一月落成，名曰「神安廟」。

### 松仔腳港南保興宮
主祀吳府老爺，始建於道光年間。嘉慶二十三年（1818年）自漳州帶回吳府老爺神像供奉於外新街之私宅；道光元年（1821年）創廟於土地公口街；明治三十四年（1901年）因實施市區改正，廟宇被拆；於大正元年（1912年）十一月遷廟於外新街，與「神安廟」同址。

### 牛磨後檺林宮
主祀朱邢李三千歲，建於咸豐年間，為四安境組成廟宇之一。原在西市場邊小屋供奉李府千歲及公廨內街小祠(後分出公界內昭靈廟)供奉邢府千歲，於同治元年（1762年）由杜姓里人及張姓里人等發起建廟於牛磨後街，其後再加入朱府千歲祭祀。

## 交誼境
臺灣首廟天壇、大埔福德祠、南廠萬靈祠、邢王會、全臺西來庵、老古石集福宮、下大道良皇宮、開基開山宮、南廠水門宮、玉朝宮、祀典大天后宮、檨仔林朝興宮馬兵營保和宮、下林碧龍宮、南廠保安宮、天和宮、安海港聚宋宮、五府堂、安平灰窯尾社弘濟宮、祀典武廟、沙淘宮、九六新村慶安宮、南廠順天宮、敬心壇、共敬堂、正德堂

## 外部連結
- 神興宮fb官方粉絲團 （页面存档备份，存于）